# Canada Cup i curling
Canada Cup i curling är en större curlingtävling i Kanada. Den startade 2003 och delades 2004 in i kvaltävlingarna Canada Cup East och Canada Cup West. 2006 ändrades detta till kvalspel.
Nuvarande sponsor är Strauss Herb Company.

## Vinnare

### Herrar
| Turnering | Etta                                                       | Tvåa                                                      |                                                     |
| --------- | ---------------------------------------------------------- | --------------------------------------------------------- | --------------------------------------------------- |
| 2003      | David Nedohin, Randy Ferbey, Scott Pfeifer, Marcel Rocque  | John Morris, Joe Frans, Craig Savill, Brent Laing         |                                                     |
| 2004      | David Nedohin, Randy Ferbey, Scott Pfeifer, Marcel Rocque  | John Morris, Kevin Koe, Marc Kennedy, Paul Moffatt        |                                                     |
| 2005      | Kevin Martin, Don Walchuk, Carter Rycroft, Don Bartlett    | David Nedohin, Randy Ferbey, Scott Pfeifer, Marcel Rocque |                                                     |
| 2006      | Kevin Martin, Don Walchuk, Carter Rycroft, Don Bartlett    | Glenn Howard, Richard Hart, Brent Laing, Craig Savill     |                                                     |
| 2007      | David Nedohin, Randy Ferbey, Scott Pfeifer, Marcel Rocque  | Kevin Martin, John Morris, Marc Kennedy, Ben Hebert       |                                                     |
| 2008      | Blake MacDonald, Kevin Koe, Carter Rycroft, Nolan Thiessen | Kevin Martin, Kevin Park, Marc Kennedy, Ben Hebert        |                                                     |
| 2009      | Kevin Martin, John Morris, Marc Kennedy, Ben Hebert        | David Nedohin, Randy Ferbey, Scott Pfeifer, Marcel Rocque |                                                     |
| 2010      | Medicine Hat, Alberta                                      | Glenn Howard, Wayne Middaugh, Brent Laing, Craig Savill   | Kevin Martin, John Morris, Marc Kennedy, Ben Hebert |

### Damer
| Turnering | Etta                                                              | Tvåa                                                                     |
| --------- | ----------------------------------------------------------------- | ------------------------------------------------------------------------ |
| 2003      | Sherry Middaugh, Kirsten Wall, Andrea Lawes, Sheri Cordina        | Kelley Law, Georgina Wheatcroft, Julie Skinner, Diane Dezura             |
| 2004      | Colleen Jones, Kim Kelly, Mary-Anne Waye, Nancy Delahunt          | Sherry Anderson, Kim Hodson, Sandra Mulroney, Donna Gignac               |
| 2005      | Shannon Kleibrink, Amy Nixon, Glenys Bakker, Christine Keshen     | Jan Betker, Sherry Linton, Joan McCusker, Marcia Gudereit                |
| 2006      | Cathy King, Lori Armistead, Raylene Rocque, Tracy Bush            | Jennifer Jones, Cathy Overton-Clapham, Jill Officer, Georgina Wheatcroft |
| 2007      | Jennifer Jones, Cathy Overton-Clapham, Jill Officer, Dawn Askin   | Cathy King, Lori Armistead, Raylene Rocque, Diane Dealy                  |
| 2008      | Stefanie Lawton, Marliese Kasner, Sherri Singler, Lana Vey        | Kelly Scott, Jeanna Schraeder, Sasha Carter, Renee Simons                |
| 2009      | Shannon Kleibrink, Amy Nixon, Bronwen Webster, Chelsey Bell       | Marie-France Larouche, Annie Lemay, Joëlle Sabourin, Véronique Brassard  |
| 2010      | Stefanie Lawton, Sherry Anderson, Sherri Singler, Marliese Kasner | Cheryl Bernard, Susan O'Connor, Carolyn Darbyshire, Cori Morris          |